# Xhosa

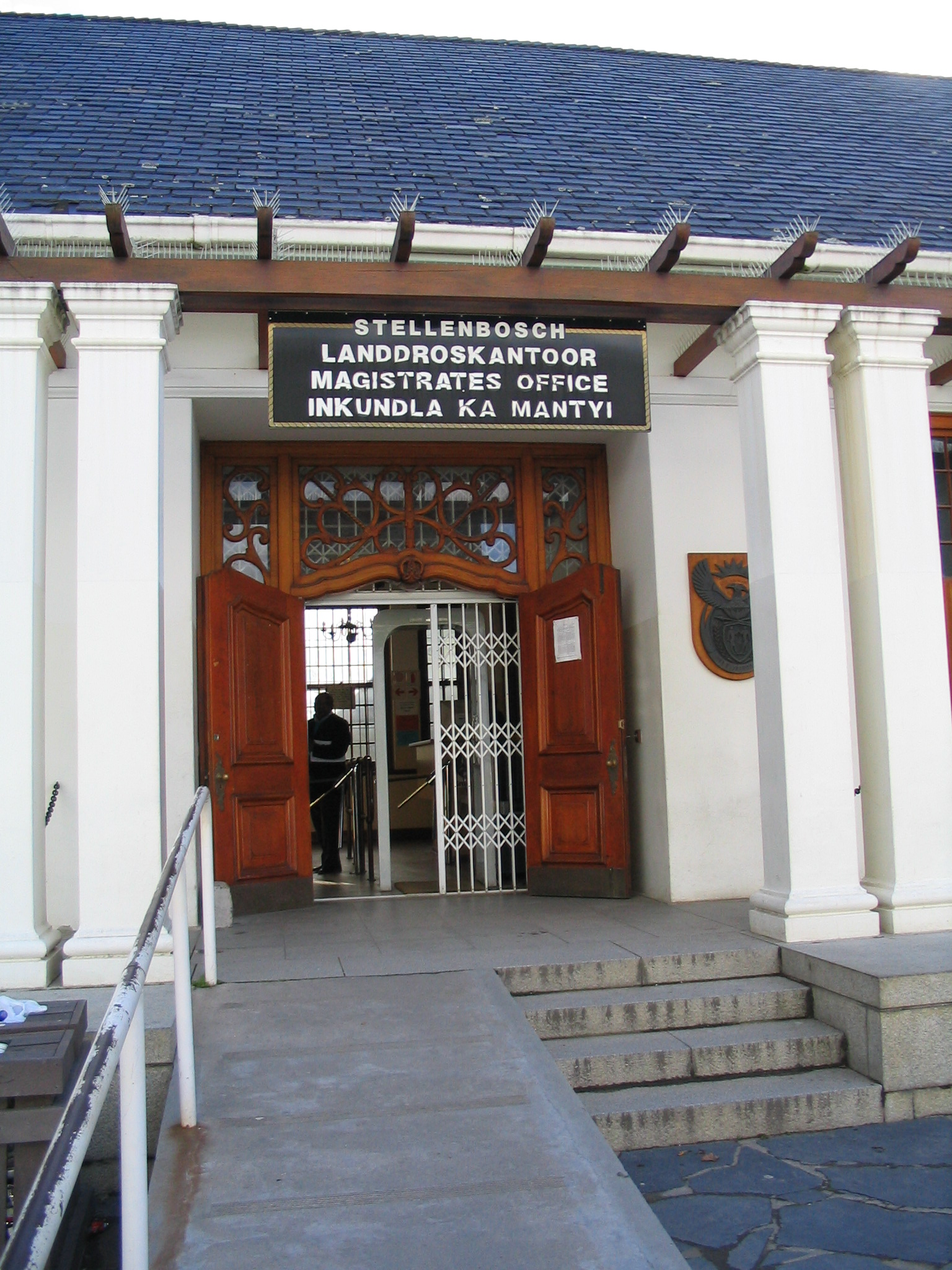
Trespråkig skylt på afrikaans, engelska och xhosa i Stellenbosch, Västra Kapprovinsen.

Xhosa ([ˈkǁʰoːsa]; svenskt uttal: [ˈkoːsa] eller [ˈksoːsa]) är ett bantuspråk med officiell status i Sydafrika, där det har cirka 7,9 miljoner talare (i huvudsak Östra Kapprovinsen och Västra Kapprovinsen), vilket är omkring 18 procent av landets befolkning. Xhosa tillhör ngunigruppen inom bantuspråken. Klickljud är vanliga i xhosa, och exempelvis är den första konsonanten xh i språkets namn ett klickljud.
Xhosa är även namnet på ett bantufolk i Sydafrika (cirka 6,9 miljoner 1995) som tillhör ngunifolken.

## Historia
Namnet Xhosa syftar på en av folkets legendariska hövdingar. Medlemmar av den etniska grupp som talar xhosa kallar sig själva amaXhosa och sitt språk isiXhosa. Nästan alla språk med klickljud är khoisanspråk och närvaron av klickljud i xhosa påvisar den starka historiska interaktionen med de angränsande khoisanspråken.

## Utbredning
Språket tillhör zundagruppen; den sydvästligaste grenen inom ngunispråken. Xhosa är ett inhemskt språk i Sydafrika, mestadels i Östra Kapprovinsen. Det talas också i Västra Kapprovinsen, inklusive Kapstaden, och i Johannesburg. Xhosa är det näst vanligaste hemspråket i Sydafrika som helhet.

## Dialekter
Xhosa är mestadels ömsesidigt förståeligt med isiZulu och andra ngunispråk.
Xhosa har flera dialekter, men det är omdiskuterat bland forskare hur gränserna mellan dessa ska dras.

## Ljudsystem och skrift

### Konsonanter
Xhosa är rikt på ovanliga konsonanter. Förutom vanliga pulmoniska egressiva ljud har det femton klickljud, plus ejektivor och en implosiva. De fem dentala klickljuden bildas med tungan på baksidan av tänderna. De andra fem är laterala, som utförs med tungan vid munnens sidor. De återstående fem är alveolara, som görs med tungspetsen vid munnens tak, och låter ungefär som en kork som dras ur en flaska.
Xhosa skrivs med latinska alfabetet. Klickljuden skrivs med c för de dentala, x för de laterala och q för de alveolara.
Tabellen nedan listar språkets konsonantfonem med ljudvärden i Internationella fonetiska alfabetet (IPA) till vänster och stavning till höger:
|             |                          | Labiala | Dentala / Alveolara | Dentala / Alveolara | Postalveolara / Palatala | Velara   | Glottala |
| ----------- | ------------------------ | ------- | ------------------- | ------------------- | ------------------------ | -------- | -------- |
| Centrala    | Laterala                 | Labiala |                     |                     | Postalveolara / Palatala | Velara   | Glottala |
| Klickljud   | Enkla                    |         | [kǀ] c              | [kǁ] x              | [kǃ] q                   |          |          |
| Klickljud   | Aspiration               |         | [kǀʰ] ch            | [kǁʰ] xh            | [kǃʰ] qh                 |          |          |
| Klickljud   | läckande tonande         |         | [ɡǀʱ] gc            | [ɡǁʱ] gx            | [ɡǃʱ] gq                 |          |          |
| Klickljud   | nasaler                  |         | [ŋǀ] nc             | [ŋǁ] nx             | [ŋǃ] nq                  |          |          |
| Klickljud   | läckande tonande nasaler |         | [ŋǀʱ] ngc           | [ŋǁʱ] ngx           | [ŋǃʱ] ngq                |          |          |
| Klusiler    | Ejektivor                | [p’] p  | [t’] t              |                     | [tʲ’] ty                 | [k’] k   |          |
| Klusiler    | aspirerad                | [pʰ] ph | [tʰ] th             |                     | [tʲʰ] tyh                | [kʰ] kh  |          |
| Klusiler    | läckande tonande         | [bʱ] bh | [dʱ] d              |                     | [dʲʱ] dy                 | [ɡʱ] g   |          |
| Klusiler    | implosiva                | [ɓ] b   |                     |                     |                          |          |          |
| Affrikator  | ejektiva                 |         | [ʦ’] ts             |                     | [ʧ’] tsh                 | [kx’] kr |          |
| Affrikator  | aspirerad                |         | [ʦʰ] ths            |                     | [ʧʰ] thsh                |          |          |
| Affrikator  | läckande tonande         |         |                     |                     | [ʤʱ] j                   |          |          |
| Frikativa   | tonlösa                  | [f] f   | [s] s               | [ɬ] hl              | [ʃ] sh                   | [x] rh   | [h] h    |
| Frikativa   | läckande tonande         | [v̤] v   | [z̤] z               | [ɮ̈] dl              |                          | [ɣ̈] gr   | [ɦ̤] hh   |
| Nasal       | fullt tonande            | [m] m   | [n] n               |                     | [nʲ] ny                  | [ŋ] n’   |          |
| Nasal       | läckande tonande         | [m̤] mh  | [n̤] nh              |                     | [n̤ʲ] nyh                 |          |          |
| Approximant | fullt tonande            |         |                     | [l] l               | [j] y                    | [w] w    |          |
| Approximant | läckande tonande         |         |                     | [l̤] lh              | [j̈] yh                   | [w̤] wh   |          |

Två ytterligare konsonanter, [r] och [r̤], förekommer i lånord. Båda stavas r.
Förutom den ejektiva affrikatan [ʧ’] kan stavningen tsh även användas för endera av de aspirerade affrikatorna [ʦʰ] och [ʧʰ].
Den läckande tonande glottala frikativan [ɦ̤] stavas ibland h.
De "läckande tonande" klickljuden, klusilerna och affrikatorna är egentligen vanligt tonande, men den följande vokalen uttalas mumlande. Det innebär till exempel att da uttalas [da̤].

#### Förändringar med prenasalisering
När konsonanter är prenasaliserade kan deras uttal och stavning ändras. Mumlet flyttas inte längre till den följande vokalen. Frikativor blir affrikator, och om de är tonlösa blir de dessutom ejektivor, åtminstone hos vissa talare: mf uttalas [ɱp̪f’], ndl uttalas [ndɮ];n+hl blir ntl [ntɬ’], n+z blir ndz [ndz] etcetera. Det skrivna  b i mb är en tonande klusil, [mb].
När tonlösande klickljud c, x, q är prenasaliserade tilläggs ett tyst k - nkc, nkx, nkq - för att undvika förväxling med de nasala klickljuden nc, nx, nq.

### Vokaler
Xhosa har en enkel vokaluppsättning med fem vokaler: [a], [ɛ], [i], [ɔ] och [u], stavade a, e, i, o och u.
Xhosa är också ett tonspråk med två toner, låg och hög. Tonerna skrivs vanligen inte ut, men när detta görs skrivs det a [à], á [á], â [áà]. Vokallängd är fonematisk, men skrivs vanligen inte ut, förutom â.

## Grammatik
Xhosa är ett agglutinerande språk: suffix och prefix fästs vid rotord för att förmedla grammatisk information. Xhosa har också det karakteristiska substantivklassystemet som finns i alla bantuspråk.